# Hippomedón
Hippomedón (řecky Ιππομέδοντας, latinsky Hippomedon) je v řecké mytologii jeden ze sedmi vojevůdců z války Sedm proti Thébám.
Žil v Argu a uvádí se, že jeho švagrem byl argejský král Adrástos. Společně vyrazili do války Sedmi proti Thébám, spolu s nimi ještě Kapaneus, Amfiaráos, a Parthenopaios, to vše na výzvu dvou mužů, kteří hledali útočiště v Argu poté, co byli vyhnáni ze své domoviny: Týdeus z Kadydónu a Polyneikés, syn Oidipův z Théb.
Útočná válka proti Thébám nebyla úspěšná, město ubránilo svých sedm bran i opevnění. Vůdci argejské armády v bojích padli, jako jediný přežil Adrástos.
Po deseti letech stejnou výpravu proti Thébám zorganizovali Epigoni - potomci uvedených válečníků, s nimi také Hippomedontův syn Polydóros. Tentokrát byl jejich boj úspěšný, sedm bran thébských bylo prolomeno, hradby zbořeny, město pokořeno.
Zcela obráceně to bylo s válečnými oběťmi: zemřel jako jediný Adrástův syn Aigialeus, všichni ostatní přežili.